# Pasaporte nauruano
 
El pasaporte nauruano es un documento de viaje internacional que se emite a los ciudadanos de Nauru.
A partir del 1 de enero de 2017, los ciudadanos de Nauru tenían acceso sin visado o con visado a la llegada a 80 países y territorios, lo que ubica al pasaporte de Nauru en el puesto 60 en términos de libertad de viaje (empatado con los pasaportes de Kuwait y Maldivas) según el Índice de restricciones de visa de Henley.